# Podul feroviar Otaci–Moghilău
Podul feroviar Otaci–Moghilău este un pod feroviar peste Nistru și un punct de trecere a frontierei între Republica Moldova și Ucraina. Acesta face legătura feroviară între localitățile Vălcineț din raionul Ocnița, Republica Moldova și Moghilău din raionul Moghilău din Ucraina.

## Istoric
Legătura feroviară peste Nistru, de aici, este în uz din 1893.
În perioada celui de-Al Doilea Război Mondial, podul a fost luat în stăpânire la 7 iulie 1941, prin surprindere, de trupele germano-române, vechiul pod fiind însă aruncat în aer odată cu retragerea trupelor germane, în 1944.
A fost ulterior reconstruit, după război de ruși, elemente de proiectare, ale actualului pod, fiind comune cu elemente ale podurilor de la Ungheni și de la Rîbnița.

## Rol
Podul asigură conexiunea feroviară peste Nistru pe traseul de cale ferată Jmerînka–Moghilău–Ocnița–Chelmenți–Lipcani–Noua Suliță–Boian–Cernăuți).

## Vezi si
- Relațiile dintre Republica Moldova și Ucraina
- Lista punctelor de trecere a frontierei din Republica Moldova